# Monolith (Kansas)
Monolith is het zesde studioalbum van Kansas. 

## Inleiding
Het album werd opgenomen in de Axe Studios en Apogee Studios in Atlanta (Georgia). Het werd gestoken in een platenhoes ontworpen door Tom Drennan met een schilderij van Bruce Wolfe op de voorkant. Daarop is een Indianenchief te zien. Op de achterzijde zitten indianen met glazen helmen rond een kampvuur waarbij steentekeningen zijn afgebeeld. De binnenhoes werd opgesierd met een apocalyptisch beeld van de Aarde (tipi’s tussen vervallen autowegen), begeleid door een tekst die voorspelt dat de witte mensen ten onder gaan, gevolgd door de terugkomst van de indianen en de buffels.
Critici, ten tijde van het uitbrengen en in terugblik, waren/zijn niet tevreden over het album. Met name de simpele teksten waren een doorn in het oog bij Rolling Stone, LA Times en AllMusic. OOR's Pop-encyclopedie (versies 1979 en 1982) hebben het vooral over muzikale voortzetting van hun vorige albums. Het Parool van 20 juni 1979 liet een tegengeluid horen: “Er valt een stijgende lijn te ontdekken”, aldus van Jim van Alphen. Een deel van het Kansaspubliek was het kennelijk eens met de matige kritieken, want de verkoopcijfers van Point of know return (hun succesalbum) werden niet meer gehaald. Toch stond het 24 weken in de albumlijst Billboard 200 met een hoogste notering op plaats 10. Het leverde vrij snel een gouden status op (500.000 exemplaren verkocht), maar moest tot 1995 wachten voor een platina status (1 miljoen). Europa droeg daar nauwelijks aan bij, alleen Frankrijk en Zweden vertoonden noteringen in de albumlijsten; verder verkocht het goed in Australië en Canada. Nederland, België en Engeland lieten het links liggen. Die dalende verkooplijn was ook terug te vinden in de singlereleases People of the south wind en Reason to be, nog wel noteringen, maar ze konden niet in de schaduw staan van Dust in the wind.
Kansas deed daar min of meer zelf aan mee. Bij de eerste promotieconcerten werd het gehele album op de bühne gebracht, maar al snel verdwenen sommige liedjes uit het repertoire en er waren tijden dat Kansas helemaal niets meer van dit album speelde. Tijdens de latere concerten (21e eeuw) keerden sommige liedjes terug. Een en ander kan niet helemaal los gezien worden van de religieuze ontwikkeling van Kerry Livgren. De teksten van Monolith zijn deels gebaseerd op het boek The Urantia Book; later wisselde Livgren dat in voor het christelijk geloof.   

## Musici
- Steve Walsh – zang, toetsinstrumenten
- Kerry Livgren – gitaar, toetsen
- Rich Williams – gitaar
- Robby Steinhardt – viool, zang
- Dave Hope – basgitaar
- Phil Ehart – drumstel

Met
- OK Chorale – achtergrondzang op Angels have fallen.

## Muziek
| Nr. | Titel                                     | Duur |
| --- | ----------------------------------------- | ---- |
| 1.  | On the other side (Livgren)               | 6:26 |
| 2.  | People of the south wind (Livgren, Walsh) | 3:41 |
| 3.  | Angels have fallen (Walsh)                | 6:39 |
| 4.  | How my soul cries out for you (Walsh)     | 5:49 |

| Nr. | Titel                                             | Duur |
| --- | ------------------------------------------------- | ---- |
| 1.  | A glimpse of home (Livgren)                       | 6:37 |
| 2.  | Away from you (Walsh)                             | 4:26 |
| 3.  | Stay out of trouble (Walsh, Williams, Steinhardt) | 4:15 |
| 4.  | Reason to be (Livgren)                            | 3:51 |

Heruitgaven op compact disc gingen soms gepaard met bonustracks.